# Cyphomyrmex minutus
Cyphomyrmex minutus é uma espécie de inseto do gênero Cyphomyrmex, pertencente à família Formicidae.